# Ескоріальська королівська бібліотека
Ескоріа́льська королі́вська бібліоте́ка святого Лаврентія (ісп. Real Biblioteca de San Lorenzo de El Escorial) — бібліотека Ескоріальського монастиря святого Лаврентія в Іспанії. Розташована у муніципалітеті Сан-Лоренсо-де-Ель-Ескоріаль. Заснована 1565 року іспанським королем Філіпом ІІ. Один із найбільших наукових центрів Іспанії та Європи раннього нового часу. Бібліотечний фонд нараховує понад s 40 тисяч книг і документів. Має багате зібрання цінних середньовічних і ранньомодерних рукописів і стародруків (4000 латиною; 1150 грецькою; 150 єврейською; понад 2000 арабською тощо). Крім цього має колекції старовинних гравюр (7 тисяч одиниць), малюнків (у 20 книгах), монет (понад 2 тисяч одиниць), музичних творів тощо. Пам'ятка Національної спадщини Іспанії. Також Ескоріа́льська бібліоте́ка (ісп. la Escurialense), або Лавренті́йська бібліоте́ка (ісп. la Laurentina).

## Історія

### Заснування

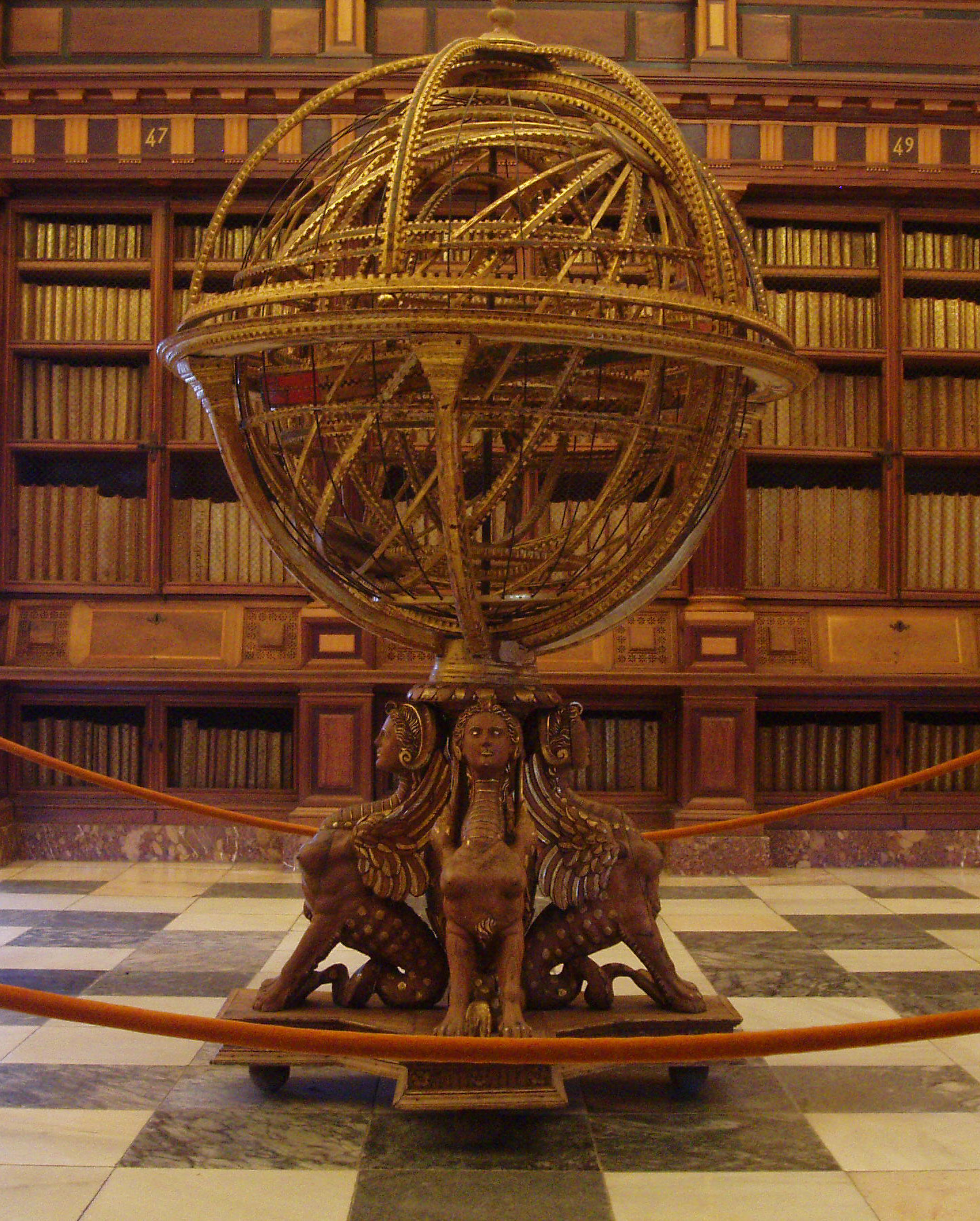
Арміллярія.

Ініціатива створення монастирської бібліотеки королю Філіпу ІІ. Її початок датований 1556 роком. Король передав власне зібрання. Але реалізація створення бібліотеки затрималась і перші надходження були лише 1565 року. 1566 року прибула друга партія книг і кодексів, серед котрих Кодекс Ауреус та De baptismo parvulorum, нібито написаний рукою св. Августина. Король був заклопотаний придбанням рідкісних видань і старовинних рукописів, позаяк мав на меті створення престижної бібліотеки. В Іспанії вже були приклади створення великих бібліотек, серед котрих і бібліотек монастирських, і бібліотек університетських (одна з них — бібліотека університету в місті Саламанка). Король декілька разів звертався до різних радників. 1571 року до Ескоріала придбали бібліотеку радника Гонсало Переса, котрий помер п'ять років тому (бібліотеку продав його син). Колишня бібліотека Переса мала 57 грецьких (візантійських) рукописів і 112 рукописів латиною. 1571 року помер королівський секретар Хуан Паес де Кастро, що збирав рукописи і книги. Бібліотеку де Кастро у його спадкоємців придбали до Ескоріала, бо окрім всього вона мала рукописи візантійські і арабські. Книги активно купували як у Іспанії, так і агенти короля за кордоном. Серед вартісних придбань була бібліотека дипломата Дієго Гусмана де Сільва, створена під час його діяльності у Венеції, відомому друкарському центрі Італії.
1576 року був створений перший інвентар (каталог) бібліотеки, котрий нараховував близько 2000 рукописів і 2500 друкованих видань.
Король Філіп ІІ помер 1598 року, але встиг видати наказ про надання монастирській бібліотеці грошових сум на придбання нових видань і рукописів. Спадкоємець престолу Філіп ІІІ надав монастирській бібліотеці привілей отримувати обов'язковий екземпляр видань країни, звична практика для сучасних національних бібліотек різних держав.
Аби підсилити унікальність бібліотеки Ескоріала, до її збірок додали малюнки уславлених художників минулого, серед котрих були твори Мікеланджело Буонарроті та його учнів, малюнки Тиціана, котрий був придворним художником короля Карла V, Рафаеля Санті, Альбрехта Дюрера тощо.

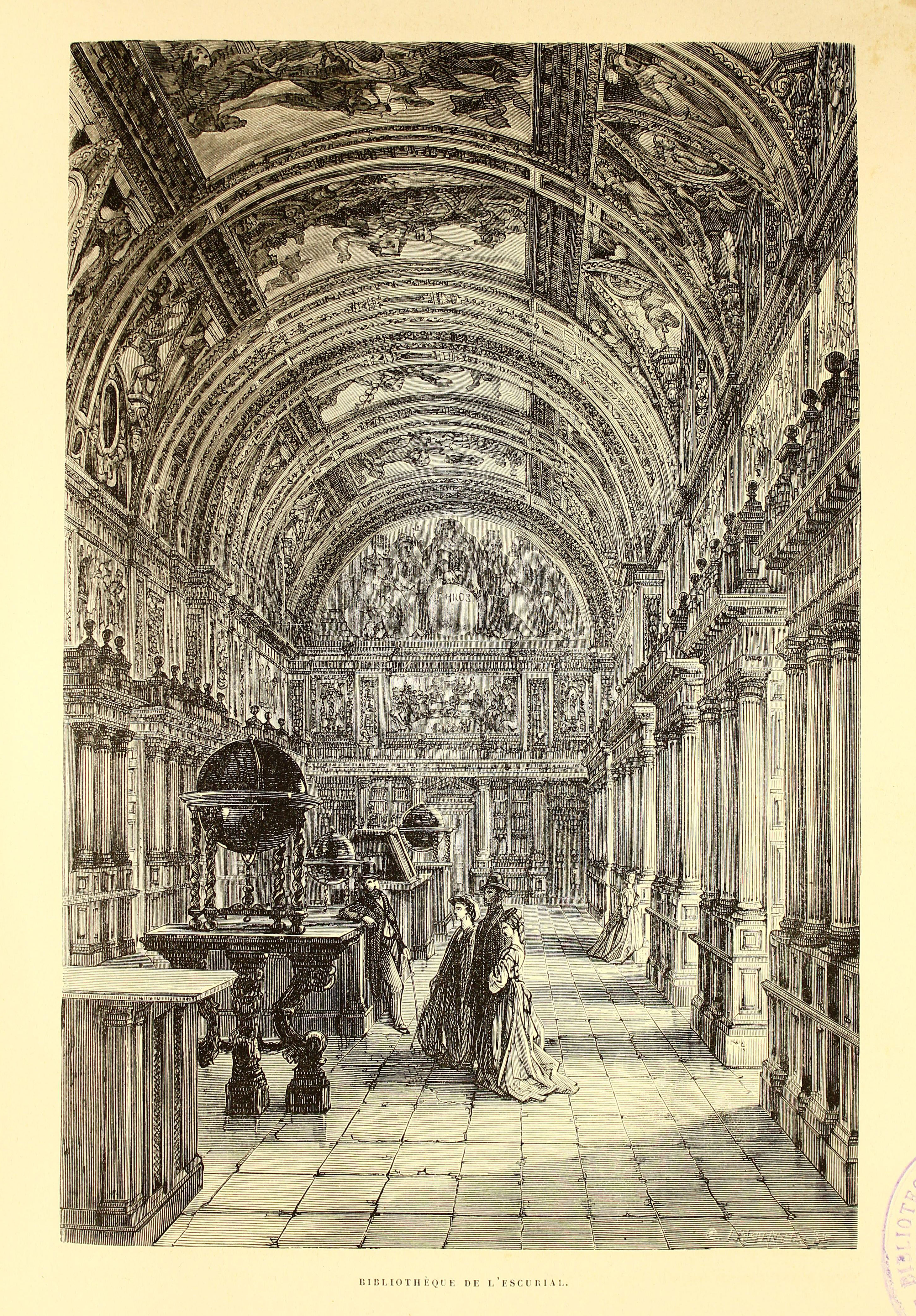
Жан-Шарль Девільє. 1874 р.
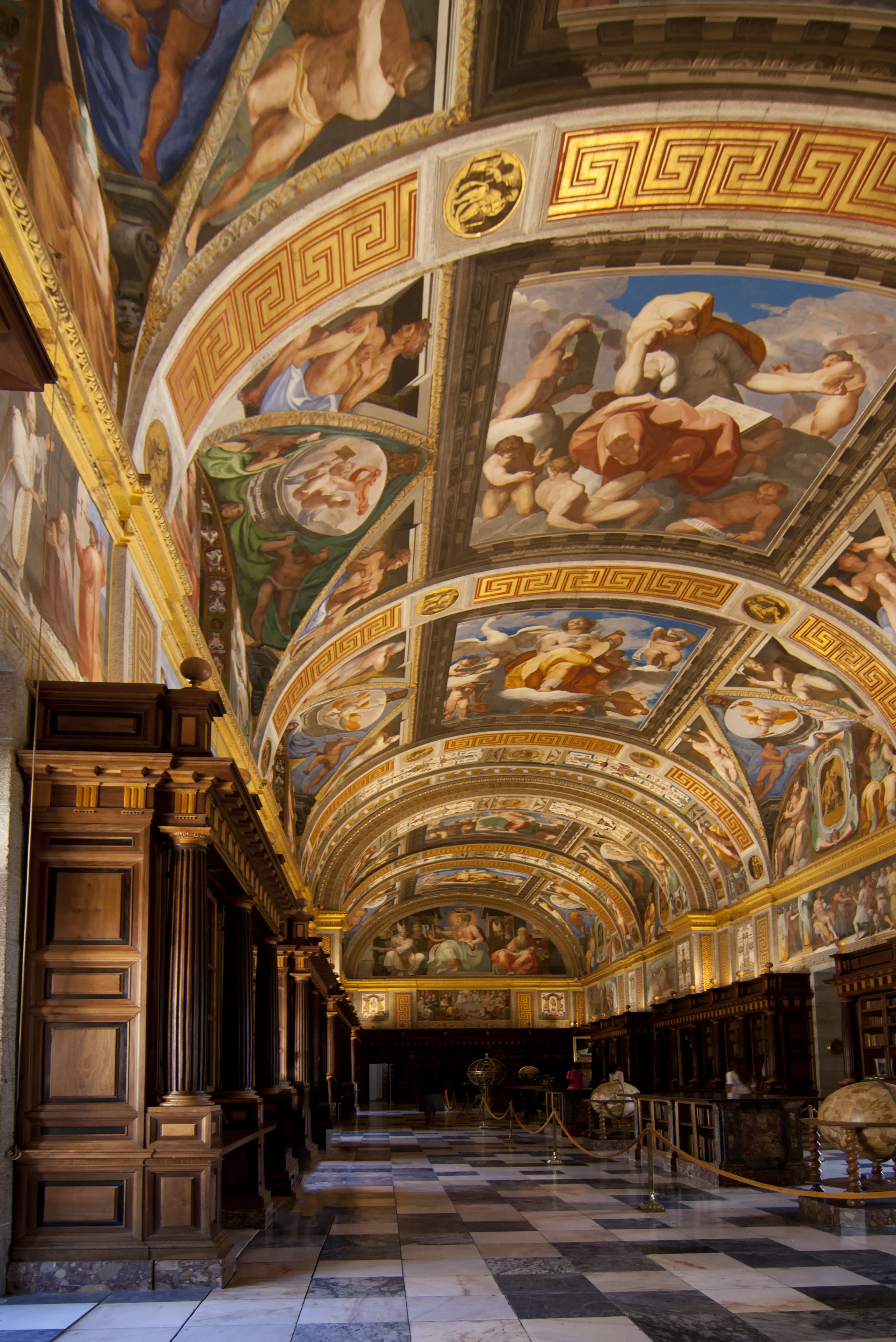
Декор на склепінні
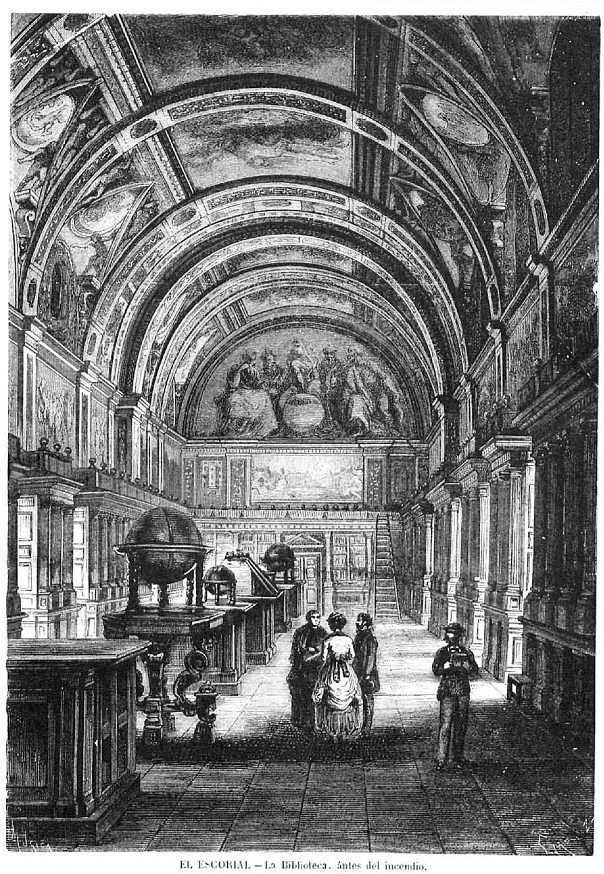
Ілюстрація 1872
Фото 2006

## Пожежі у бібліотеці

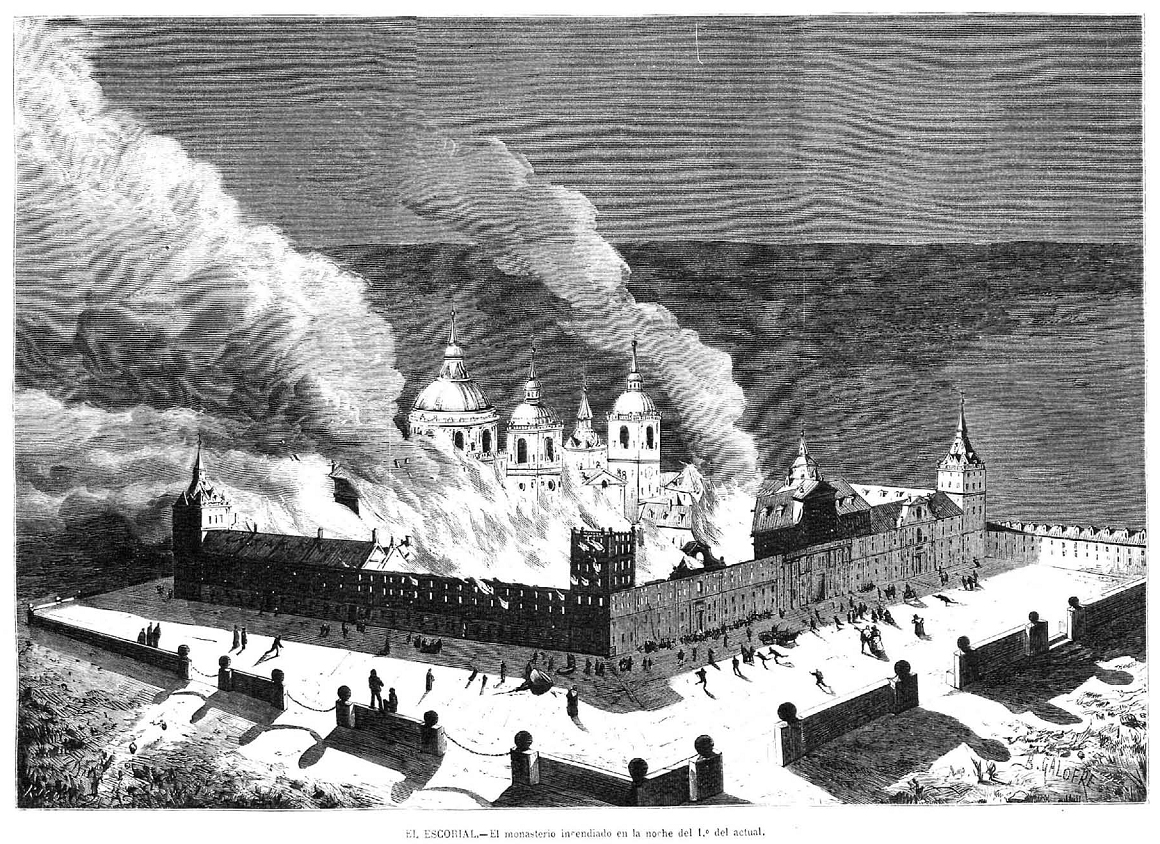
Пожежа в монастирі Ескоріал, гравюра 19 ст. з малюнка худ. Бальдомеро Калофро.

- 7 червня 1671 року сталась велика пожежа, що пошкодила і монастир, і монастирську бібліотеку. Заходи щодо гасіння пожежі і рятуванні бібліотеки спрацювали, але бібліотека зазнала непоправних втрат. Було знищено 4000 рукописів на різних мовах, копій кастильською на оригінальних мовах.

Коштовні кодекси рятували у сусідній залі, куди поспіхом виносили все, що встигли врятувати. Вони лежатимуть нерозібраними майже 50 років. Розібрати врятовані рукописи почав бібліотекар Антоніо де Сан Хосе лише 1725 року, що розібрав купу рукописів за майже 25 років.
- Небезпекою для бібліотеки Ескорала стала і навала наполеонівських вояків 1808 року. Частку книг встигли перевезти у монастир Тринідад у Мадриді, частка постраждала від пожеж. Новий король Іспанії Фернандо VII наказав 1814 року повернути видання і рукописи. Виявилось, що частка коштовних видань давно викрадена і продана на аукціонах у Парижі, як і награбовані у Іспанії картини, що розійшлися іншими кранами. Серед тодішніх втрат бібліотеки — візантійські (грецькомовні) євангелія, що зберігаються нині у Британському музеї та у Бібліотеці Моргана у місті Нью-Йорк. Каталог монастирської бібліотеки, створений 1839 року, нарахував зникнення 20 рукописів і 1608 окремих видань.
- Чергова пожежа в бібліотеці відблась 1872 року. Нею на той час знову керували отці єроніміти. Пошкодження і втрати були менші, ніж у червні 1671 року, але для бібліотеки вони були абсолютно небажаними.

## Приміщення, декор і декоратори

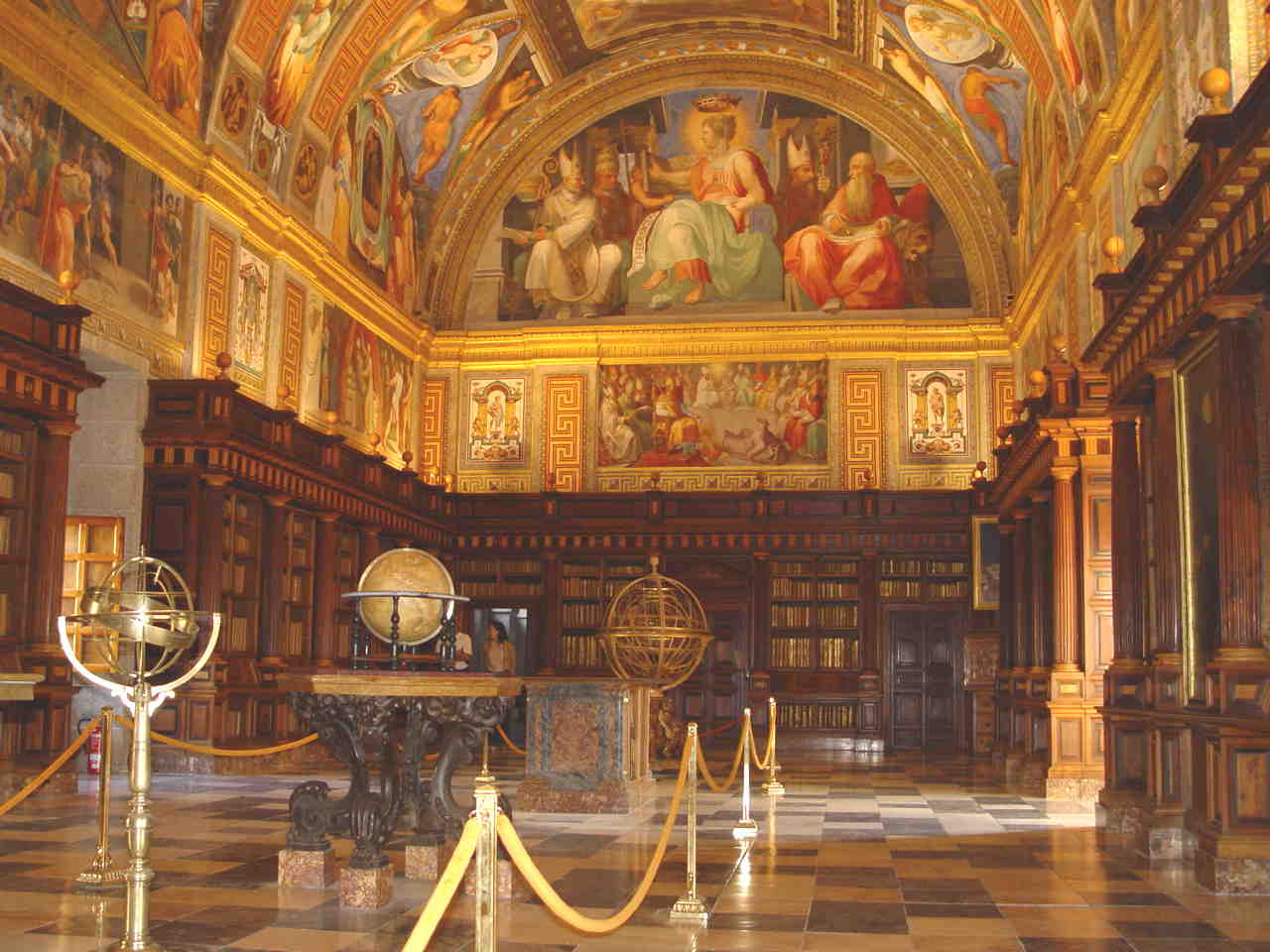
Королівська бібліотека. Декор тимпана з алегоричною фігурою Богослов'я.

Зали бібліотеки монастиря належать до найпривабливіших і найдекорованіших залів всієї споруди. Головна зала самої бібліотеки не що інше як видовжена галерея з напівциркульним склепінням. Існують ще два зали, що нині не використовуються як бібліотечні.
Головна зала має довжину п'ятдесят два (52) метри, вона завширшки дев'ять метрів і висотою десять (10) метрів. Галерея розділена на дев'ять зон, кожна з котрих прикрашена фресками, а стіни пілястрами. Як програми використані сім вільних мистецтв, що відсилає дослідників і відвідувачів до середньовіччя. Сім вільних мистецтв — це Трівіум ( діалектика, граматика та риторика) і Квадрівіум (астрологія, музика, геометрія і математика). Кожне з мистецтв представлене алегоричною фігурної на відповідній фресці. Два кінці бібліотечної галереї мають два тимпани. Північний тимпан несе алегорію Філософії, а південний — зображення Богослов'я з короною над головою (як ознака її головування) в оточенні священиків.
Фреска з алегорією Богослов'я створена художником-декоратором Пеллегріно Тібальді за ідеологічною програмою, котру склав іспанський священик Хосе де Сігуенса.
Кожна алегорія на фресках була доповнена персонажами з біблії або історії. Існування цих персонажів (вигаданих, легендарних, історично реальних)  подано у нелогічній, асоціативній суміші, бо вони існували у різні часи. Все це створювало пістряву картину, котру вимушено сприймали як декоративну. Алегорію Музики супроводжували зображення Орфея та Еврідіки (Орфей - музикант, а яке ставлення до музики мала Еврідіка ?) Алегорію Граматики супроводжувало зображення Антоніо де Небріхи, іспанського науковця 16 ст., котрий був автором відомого тоді видання «Мистецтво кастільської мови», хоча граматика не зведена лише до кастильської мови. В люнеті з Філософією подані Сократ, Платон, Аристотель, останній — недоторканий авторитет для середньовіччя. До них додано і зображення Сенеки, бо він був уродженцем Іспанії часів її колонізації Стародавнім Римом.
Самі стінописи рясно оснащені суто декоративними фігурами і орнаментами, серед котрих чимало оголених атлетів, путті, атлантів, зображень фантазійної архітектури. Пеллеріно Тібальді, котрий виконав більшість фресок, не приховував, що копіював схеми і мотиви Мікеланджело на стелі Сикстинської каплиці у Ватикані. Новітність цих мотивів захистила пустопорожню риторику Тібальді у стінописах від критики і аналізу, навіть копіювання вважали ознакою ерудиції Пеллеріно Тібальді. Знання оригіналів, котрого тоді були позбавлена більшість іспанців, могло би позбавити глядачів від схвальних епітетів цих творів, більшість з котрих позбавлені пластичної краси. Вони суто декоративні, пістряві за колоритом і пустопорожні за змістом, їх не дозволено, неможливо порівнювати з фресками-оригіналами Мікеланджело. Безталанність гідна осуду.
Сім вікон галереї у західний бік відкриті на гірський масив Сьєрра-да-Гвадаррама, а східні вікна відкриті у Дворик царів, де розташований головний вхід до монастирського собору, головний фасад котрого прикрашений скульптурами царів Старого заповіту.
Головна зала бібліотеки нині прикрашена також низкою парадних портретів королів Іспанії. Але це новий комплект, створений у 20 ст. Так, колись тут вивісили портрет Філіпа IV пензля Дієго Веласкеса. Під час захоплення Іспанії вояками Наполеона Бонапарта портрет був викрадений і проданий за кордон. Нині портрет короля пензля Дієго Веласкеса зберігає Національна галерея у місті Лондон.
Всі міжвіконні простори зали по периметру облаштовані книжковими шафами. Шафи створені за дизайном архітектора Хуана Де Еррери з коштовних сортів деревини — використані ебен, кедр, червоне дерево тощо. Королівська бібліотека не була захищена від крадіжок книг навіть при всій набожності іспанців і страху перед покаранням Бога. За часів бібліотекаря Антоніо де Сан Хосе частка книжкових шаф у 18 столітті отримала замки, аби захистити бібліотеку від крадіжок.

## Фонди
Незвичний для бібліотеки статус (вона водночас і королівська, і монастирська) позбавив її нагляду і контролю з боку інквізиції. Тому в бібліотеку передавали видання, давно заборонені для інших бібліотек.
До 1602 року бібліотека мала значну кількість мап і більше 150 астрономічних приладів. Сюди передавали мапи, створені військовими інженерами і топографами, що мали стратегічне і економічне значення. Бо Іспанія століттями нещадно експлуатувала природні поклади і ресурси власних колоній.

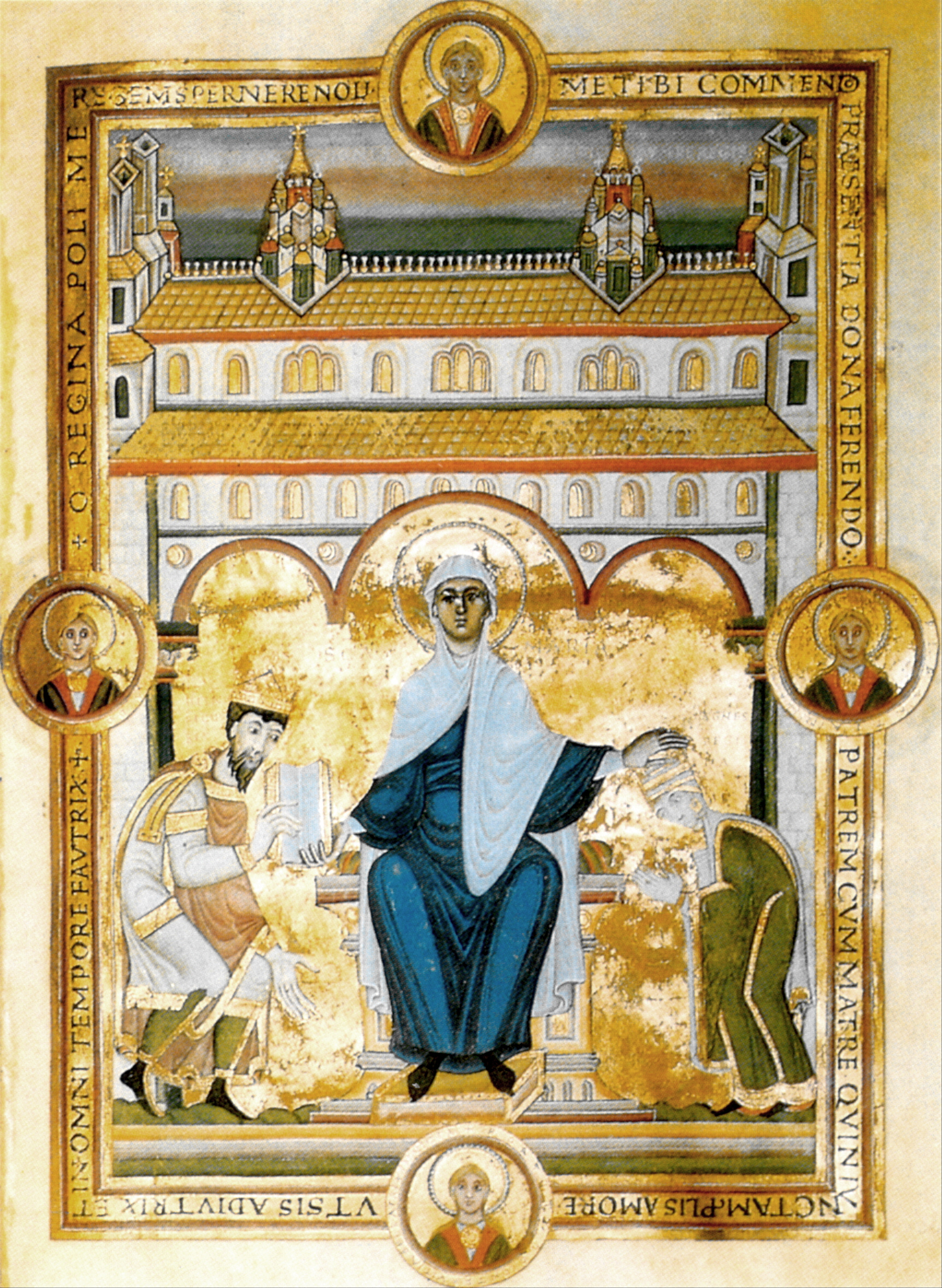
Кодекс Ауреус
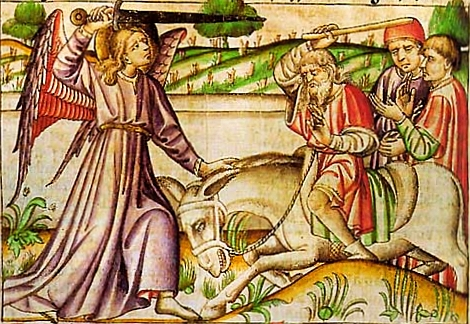
Мініатюра з біблії 14 ст.
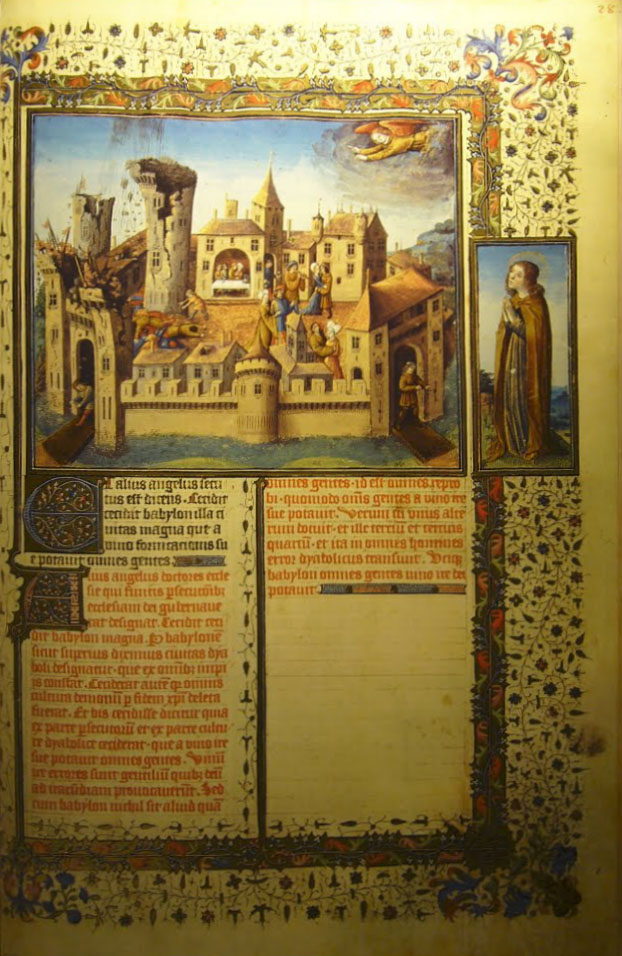
Мініатюра з Апокаліпсиса 15 ст.
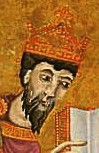
Генріх ІІІ. 11 ст.
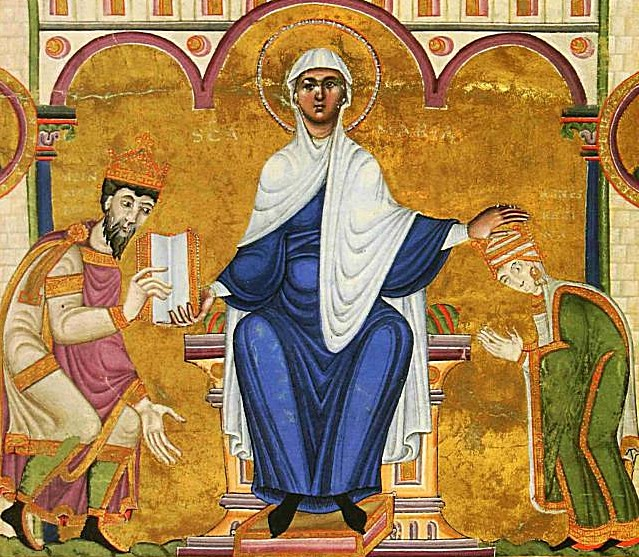
Мініатюра з Богородицею. Кодекс Ауреус, 11 ст.